# ルイス・エドゥアルド・ダ・シルバ・ドス・サントス
ドゥドゥ（Dudu）こと、ルイス・エドゥアルド・ダ・シルバ・ドス・サントス（Luiz Eduardo Da Silva Dos Santos、1996年2月24日 - ）は、ブラジル・マットグロッソ・ド・スル州カンポ・グランデ出身のサッカー選手。カンピオナート・ブラジレイロ・セリエB・クルーベ・ナウチコ・カピバリベ所属。ポジションはフォワード。

## 経歴
15歳の時にポルトガルへ渡り、SLベンフィカの下部組織で1年半プレーした。帰国後は故郷のクラブ・CEグアイクルスに加入し、2014年のマットグロッソ・ド・スル州選手権2部と同州U-19選手権でチーム得点王となる活躍を見せ、翌年にクルゼイロECへ移籍した。
2016年1月に開催されたU-20カテゴリーの全国大会・コパ・サンパウロ・ジ・フチボウ・ジュニオールではベスト4進出に貢献したが、トップチームへの昇格は見送られることが決まり移籍先を探していたところ、同大会での活躍に注目したJリーグ・柏レイソルからオファーが届き、同年3月に期限付き移籍で加入した。契約は最大3年間の期限付き移籍期間延長、および買取オプション付き。同年7月9日のJ1 2ndステージ第2節浦和レッズ戦でJリーグ初出場を果たし、9月3日の第96回天皇杯2回戦奈良クラブ戦で来日後初得点を記録した。
2017年5月24日のルヴァンカップグループステージ第6節･FC東京戦で負傷し、右膝前十字靭帯断裂と診断され治療に専念するために、6月23日に登録抹消となった。
登録抹消となって以降も柏の練習には参加していたが、2018年4月にクルーベ・ナウチコ・カピバリベへ移籍した。

## 人物
- 柏レイソルではドゥドゥ・セアレンセ(アレシャンドロ・シウヴァ・デ・ソウザ)、ルイス・エドゥアルド・ドス・サントス・ゴンザガ、カルロス・エドゥアルド・ベンディニ・ジュスティ（柏加入時に登録名を「エドゥアルド」へ変更）に続き、「ドゥドゥ」（Dudu）という登録名を使用した4人目の選手となった[3]。

## 個人成績
| 国内大会個人成績 | 国内大会個人成績 | 国内大会個人成績 | 国内大会個人成績 | 国内大会個人成績 | 国内大会個人成績 | 国内大会個人成績 | 国内大会個人成績 | 国内大会個人成績 | 国内大会個人成績 | 国内大会個人成績 | 国内大会個人成績 |
| 年度             | クラブ           | 背番号           | リーグ           | リーグ戦         | リーグ戦         | リーグ杯         | リーグ杯         | オープン杯       | オープン杯       | 期間通算         | 期間通算         |
| 年度             | クラブ           | 背番号           | リーグ           | 出場             | 得点             | 出場             | 得点             | 出場             | 得点             | 出場             | 得点             |
| 日本             | 日本             | 日本             | 日本             | リーグ戦         | リーグ戦         | リーグ杯         | リーグ杯         | 天皇杯           | 天皇杯           | 期間通算         | 期間通算         |
| ---------------- | ---------------- | ---------------- | ---------------- | ---------------- | ---------------- | ---------------- | ---------------- | ---------------- | ---------------- | ---------------- | ---------------- |
| 2016             | 柏               | 34               | J1               | 7                | 0                | 0                | 0                | 2                | 1                | 9                | 1                |
| 2017             | 柏               | 18               | J1               | 2                | 0                | 5                | 1                | 0                | 0                | 7                | 1                |
| 通算             | 日本             | 日本             | J1               | 9                | 0                | 5                | 1                | 2                | 1                | 16               | 2                |
| 総通算           | 総通算           | 総通算           | 総通算           | 9                | 0                | 5                | 1                | 2                | 1                | 16               | 2                |

### 出場歴
- Jリーグ初出場 - 2016年7月9日 J1 2ndステージ第2節 浦和レッズ戦 (埼玉スタジアム2002)